# Der tote Hund und der lebende Jude
Der tote Hund und der lebende Jude (1934) ist eine Erzählung von Egon Erwin Kisch, die im Rahmen seiner Novellensammlung Geschichten aus sieben Ghettos in Amsterdam veröffentlicht wurde. Der Autor behandelt in diesem Werk die Frage der Identität der mythischen Figur des Ewigen Juden vor dem Hintergrund von dessen historischer Bedeutung.

## Inhalt

### Vorgeschichte
Die Erzählung beginnt mit zwei kurzen Sequenzen auf dem jüdischen Friedhof in Prag 1904 und in einem Bordell 1914.
Der namenlose Ich-Erzähler berichtet zunächst von seinem ersten Aufeinandertreffen mit der 15-jährigen Kamilla, die er über alles liebt. Da das Paar Angst hat, von den Mitmenschen aufgrund seiner Liebe zueinander belächelt zu werden, treffen sie sich heimlich auf dem jüdischen Friedhof der Stadt, wo „die Menschen … längst in Atome zerstäubt (seien)“. Während sich die beiden ihrer Liebe hingeben, lehnen sie an einen Baumstrunk, der sich erschreckenderweise als ein Mensch entpuppt. Es handelt sich scheinbar um den legendären Ewigen Juden, der sich auf dem Friedhof eine Ruhepause gegönnt hat. Kurz nach der Begegnung ist der Alte wieder verschwunden.
Ein zweites Mal begegnet der Ich-Erzähler dem vermeintlichen Ewigen Juden während des Ersten Weltkriegs in Ofutak bei Neusatz. Im Lokal „Kuppeleihaz“, in dem sich die von den Serben zurückgeschlagenen deutschen Soldaten vergnügen, hat sich auch der Ewige Jude niedergelassen, der aufgrund seiner Abstammung und seines Aussehens von den dortigen Offizieren verhört wird.

### Auf dem Prager Friedhof
Die eigentliche Handlung der Erzählung beginnt 1924 erneut auf dem jüdischen Friedhof in Prag, auf dem der Ich-Erzähler vor zwanzig Jahren Kamilla getroffen hatte. Nachdem der Erzähler dem Ewige Juden hier ein drittes Mal begegnet ist, entwickelt sich zwischen beiden ein Gespräch über die Bedeutung des Lebens und des Erinnerns. Der Ewige Jude offenbart dem Ich-Erzähler hierbei auch seine Todessehnsucht.
Exemplarisch für das Leid der Juden führt der mysteriöse Alte dem Ich-Erzähler die Lebensgeschichte des Jossef Schloime del Medigo vor, der auf all seinen Lebenswegen gedemütigt, misshandelt und verunglimpft wurde. Es sei der Ewige Jude gewesen, der dem Getriebenen neue Schuhe habe anfertigen lassen für seine endlosen Wanderungen bis zu seinem Tod auf dem Prager Friedhof.
Die beiden besuchen zwei weitere Gräber. Der Ewige Jude gibt sich erbost über die vermeintlich falschen Inschriften, die auf den Grabsteinen eingemeißelt sind und versucht, durch das Weitertragen der Geschichten der Toten an den Ich-Erzähler, das weitergetragene Bild der Verstorbenen gerade zu rücken. Gegenteiliges geschieht am Grab des Josef Baroch, dessen angeblich ehrliche Lebensweise durch den Ewigen Juden mithilfe seines umfassenden historischen Wissens dekonstruiert und als Scharade entlarvt wird.
Niedergeworfen durch sein unbarmherziges Schicksal der Unsterblichkeit beginnt der Ewige Jude im Folgenden, seine eigenen Taten im Vergleich zu den schlechten Taten einiger Begrabener zu relativieren. Dem Ich-Erzähler wird schließlich klar, dass es sich bei dem Ewigen Juden zwar im Prinzip um die personifizierte Geschichte selbst handelt, diese aber auch durch die Emotionen und das unklare Erinnerungsvermögen des Ewigen Juden verzerrt wird: „Seit Jahrhunderten ist der Prager Friedhof nichts als eine Sehenswürdigkeit, Wirrsal des Sagenhaften, Geheimnisvollen und Vergrabenen, und nun schritt einer neben mir, der die Steine hören, persönliche Beziehungen zu allen vergangenen Geschlechtern zu haben vorgab, der die Intervalle der Zeiten ausfüllte mit Reminiszenzen. Und diese Reminiszenzen waren nur Lästerungen.“
Je weiter die Wanderungen über den Friedhof voranschreiten, desto ungnädiger und wehklagender wird der Ewige Jude. Der Ich-Erzähler hat inzwischen die Rolle eines ‚Reporters‘ übernommen, der die einzelnen Aussagen des mysteriösen Alten zunehmend kritischer hinterfragt. Es wird ihm klar, dass ‚historische Wahrheit‘, die eigentliche durch das überzeitliche Phänomen des Ewigen Juden repräsentiert sein müsste, objektiv nicht existiert. Dies verdeutlichen ihm vor allem die wiederkehrenden Erinnerungslücken, die die mythische Gestalt dem Ich-Erzähler gegenüber immer wieder offenbart.
Schließlich erreichen die beiden Wanderer ein sechstes verschollenes Grab, das von Efeu überrankt und mit einem jüdischen Grabspruch beschrieben ist. Nachdem der Ewige Jude dem Ich-Erzähler entgegnet, dass dieses Grab das einzige Grab von reiner Wahrheit auf dem gesamten Friedhof sei, wird dieser neugierig.
Letztlich wird die Geschichte des Grabes enthüllt: Es handelt sich um die letzte Ruhestätte eines Straßenhundes, der vom Schinderknecht des Friedhofs – Franzek Mrschak – über die Friedhofsmauer geworfen wurde. Die Inschrift auf dem Grabstein selbst richtet sich zum Erstaunen des Ich-Erzählers gegen den Ewigen Juden selbst, der für seine Tat gegenüber Jesu verurteilt wird. Mrschak war als Schinderknecht in der Stadt gering angesehen worden und an einem Sonntag hatte man ihn mitsamt dem toten Hund in der Hand durch die Stadt gejagt. Nach einem Zusammenstoß mit einem Handelsjuden habe Mrschak den Fluch des Ewigen Juden erneuert und den toten Hund über die Friedhofsmauer geworfen.
Die beiden verlassen schließlich den Friedhof über die Josephstädtergasse hin zum Rudolphinum. Während der Alte kurz verschwindet, macht sich der Ich-Erzähler über die vermeintlich vorgespielte „Ahasverusrolle“ seines Wegbegleiters Gedanken.
Der Weg der beiden Reisenden trennt sich nahe der Stefanik-Brücke. Nachdem der alte Mann verschwunden ist, wendet sich ein Bürger mit warnenden Worten an den Erzähler. Dieser angebliche Ewige Jude sei ein Hochstapler namens Isaschar Manheimer, polizeibekannt und erzähle durchgehend Lügengeschichten. Auf die Frage des Erzählers nach dem Grab des Hundes erklärt dieser: „Gerade das Grab hat er Ihnen gezeigt? Das sieht ihm ähnlich!“

## Deutung
Anders als in den Geschichten des 19. Jahrhunderts ist der Ewige Jude bei Kisch durch lückenhaftes Erinnerungsvermögen, A-Historizität und Pluralismus gekennzeichnet. Die Figur ist folglich gemäß den Ausführungen nach Appel (2022) mehr Metapher und Symbol als klassische literarische Figurentyp im Sinne eines Protagonisten.
Zentrale Themen der Erzählung sind Fragen von Geschichte, Geschichten, Narration und Historie, die via Mündlichkeit vermittelt werden. Kisch nutzt hierbei die Figur des Ewigen Juden dazu, das Phänomen der Zeitpluralität im Sinne Siegfried Krakauers den Lesern vor Augen zu führen. Ahasver selbst ist gemäß der Darstellung bei Kisch eben selbst kein Teil der Geschichte mehr, da sein Leben keine chronologisch erfassbare Zeitspanne umfasse. Zugleich ist die Figur multiperspektivisch angelegt und findet in den genannten jüdischen Figuren der Erzählung – z. B. Jossef Schloime del Medigo – ihr Äquivalent im Hinblick auf die ‚klassischen‘ Kernmythologeme des Ewigen Juden – Rastlosigkeit, Wanderschaft und Unsterblichkeit.
Überdies hinaus weisen bestimmte Metaphern und Symbole – insbesondere das Motiv des Schuhs als Identifikationsmerkmal der getöteten Juden –, die den Ewigen Juden bei Kisch charakterisieren, bereits auf zukünftige Werke wie Nelly Sachs Gedichtzyklus In den Wohnungen des Todes voraus.